# FF Meta
FF Meta is een schreefloze lettertypefamilie ontworpen door de Duitse ontwerper Erik Spiekermann. 
Het was oorspronkelijk ontwikkeld in 1984 voor een bijdrage aan het bedrijfslettertype van het Duitse postbedrijf Deutsche Bundespost, maar werd nooit in gebruik genomen.
De lettertypes voorafgegaan door "FF" zijn uitgegeven door FontFont, een voortgezet bedrijf uit FontShop van Spiekermann.
FF Meta is ontworpen als leesbaar, solide, standaard schreefloze letter voor gebruik op postzegels, maar ook als aankleding voor brievenbussen en Deutsche Bundespost vervoermiddelen. De aandacht werd gespitst op de leesbaarheid van het lettertype onder een hoek of in kleinere puntgroottes. In 1989 zijn drie sets opnieuw gedigitaliseerd met Fontographer op Macintosh door Just van Rossum. In de periode 1991-1998 werd een grotere variant van de lettertypefamilie ontwikkeld, en wel één met kleinkapitalen.
Een Cyrillische karakterset van FF Meta is in 2001 gemaakt door Tagir Safayev en Olga Chayeva.
FF Meta heeft ook een variant met schreef: FF Meta Serif, uitgekomen in 2007.

## Toepassing
- Het lettertype wordt gebruikt door Connex in de Stockholmse Metro.
- In Amerika gebruikt in I.D. Magazine en Herman Miller.
- De Australia and New Zealand Banking Group gebruikt het in haar huisstijl, zo ook Queensland Government.
- Ook gebruikt door Mozilla Foundation.
- En op de site van Second Life.